# ウィスコンシン州議会
ウィスコンシン州議会（英語:Wisconsin Legislature）は、アメリカ合衆国ウィスコンシン州の州議会である。州議会は上院と下院の両院制で、2011年1月以降、両院とも共和党が過半数を占めている。両院を合わせると132人の議員が同数の選挙区を代表している。議会は州都マディソン の州会議事堂で召集される。
現在の議会は第106議会である。

## 歴史
アメリカ合衆国は1787年、パリ条約でイギリスがウィスコンシン州を割譲した後、北西部条例 に基づいてウィスコンシン州を設立した。1836年にウィスコンシン準州となり、1848年5月29日に州に昇格した。1850年代にはヨーロッパからの移民が流入した。最初の100年は共和党と進歩党の2つの政党が交互に議会を支配した。
1995年、共和党は1969年以来初めて議会の多数派となり、2009年から2011年にかけての一時期を除き、以後両院の多数派を維持している。2016年の選挙では、共和党は1956年以来の議会で最大多数を確保し、2018年には総得票数が減少したにもかかわらず、圧倒的な議会支配力を維持した。
合衆国議会の選挙区は、少なくとも2016年以来争われてきた。共和党のスコット・ウォーカー 知事が区割り変更計画に署名した後、少なくとも1つの連邦裁判所が、この選挙区は、違憲であるゲリマンダーであると判断した。その他にも、「刑務所ゲリマンダー」と呼ばれる、受刑者が他の地域から来ているにもかかわらず、刑務所が選挙区の人口にカウントされるなどの論争がある。
2023年12月22日、ウィスコンシン州最高裁判所は、クラーク対ウィスコンシン州選挙管理委員会事件において、州議会の選挙区割りがウィスコンシン州憲法第4条第4節と第5節の連続性要件に違反しているとの判決を下した。同裁判所は、2024年の選挙に先立ち、新たな区割りを作成するよう議会に命じた。

## 議員

### 議員要件及び任期
州議会議員を務めるには、選挙に先立つ少なくとも1年間、同州に居住していなければならず、また、選出された選挙区の選挙人資格を有していなければならない。
下院議員の任期は2年で、任期制限はない。一方、上院議員の任期は4年で、こちらも任期制限はない。上院議員の半数は2年ごとに改選される。1881年にウィスコンシン州憲法が改正される以前は、下院議員の任期は1年で、上院議員は2年ごとに選出されていた。

### 役職
上下両院の議員は、下院議長及び上院議長などの議長職を選出するため、議員内投票を行う。これらの上級職は、両院の多数党を反映している。1979年の州憲法改正により、上院議長はウィスコンシン州副知事との兼任を解かれ、上院議員は議員内投票で議長を選べるようになった。同様に、多数党と少数党の院内総務も、それぞれの会派内で選出される。
上下両院の議員の年俸は55,141ドルである。上院議員は、州務のためにウィスコンシン州デーン郡に滞在する場合、生活費として最高115ドルの日当が支給されるが、選挙区がデーン郡内にある場合は、最高57.50ドルの日当が支給される。デーン郡以外の議員には、155ドルを上限とする宿泊日当が支給される。それ以外の場合は、デーン郡内の議員と同じ日当76.50ドルを受け取る。議員はまた、議会会期が3日以下の場合、「会期外」手当として月75ドルを受け取る。2年間で、各議員には一般事務費、印刷費、郵便料金、選挙区への郵送費として66,008ドルが割り当てられる。

## 規則と手続き
ウィスコンシン両議会において、定足数は現議員の過半数と定義される。議場で法案を可決するには、定足数の過半数の賛成が必要である。全議員の5分の3が、財政に関する法案の上下両院での可決または同意に必要な定足数である。
議員から要請があった場合に、立法職員が適切な書式に整えない限り、議案を提出または提出することはできない。
法案が法律となる前に両院が審査を行い、各院が法案を承認した場合、州知事が審査を行う。州知事が法案に署名すれば法律として成立するが、州知事が法案に拒否権を発動すれば、法案は再び議会に戻される。議会が拒否権を無効にして法案を可決することも可能だが、そのためには上院と下院の両方で3分の2以上の賛成が必要となる。

## ウィスコンシン州法
州法は、ウィスコンシン州憲法と立法府が制定した各種法令に含まれている。
州法の解釈と具体的な事件への適用は、ウィスコンシン州マディソンにあるウィスコンシン州最高裁判所が行う。メノミニー郡の法律はメノミニー・インディアン居留地内に適用される。ウィスコンシン州法は同州の立法資料局によって「各会期の終了時までに」発行される。